# جينيت موت أوكسفورد
جانيت موت أوكسفورد (بالإنجليزية: Jeanette Mott Oxford)‏ (من مواليد 16 يوليو 1954) ناشطة وسياسية أمريكية من ميزوري. وهي حاليا المديرة التنفيذية لجمعية ميسوري للرعاية الاجتماعية بعد أن عملت كعضوة في الحزب الديمقراطي في ولاية ميسوري. وهي أول امرأة مثلية علنية في المجلس التشريعي لميسوري.

## حياتها
ولدت أكسفورد في إلدورادو (إلينوي) وتخرجت من مدرسة كيف اين راك الثانوية في كيف اين راك (إلينوي). حصلت على درجة الزمالة في الآداب من كلية ساوث إيسترن إلينوي في هاريسبورغ (إلينوي) في عام 1974 ودرجة بكالوريوس الآداب من جامعة جنوب إلينوي- كاربونديل في عام 1986.
حضرت جينيت مدرسة عدن اللاهوتية في ويبستر غروفز بولاية ميسوري وتخرجت في عام 1989. وقبل عملها السياسي، عملت جينيت كمديرة تنفيذية لمنظمة الإصلاح الخيرية (ROWEL) وكمنسقة أساسية لجمعية الرئة الأمريكية. في من سانت لويس.
بدأت مسيرة أكسفورد السياسية في عام 2000 ، عندما سعت للانتخاب في مجلس النواب في ولاية ميسوري. خسرت بفارق ضئيل في الانتخابات التمهيدية الديمقراطية ضد روس كارناهان. وفي عام 2004 ، تخلى كارناهان عن مقعد ممثل الدولة للترشح للكونغرس. رشحت جينيت نفسها مرة أخرى للمقعد، وفازت في الانتخابات التمهيدية الديمقراطية الثلاثية في أغسطس 2004 ، وحصلت على ما يقرب من 90 ٪ من الأصوات ضد خصمها ليبرتاري في الانتخابات العامة في نوفمبر 2004.
فازت أكسفورد كمرشحة للحزب الديمقراطي في الانتخابات التمهيدية في آب / أغسطس 2006 ، وحصلت على 81٪ من الأصوات ضد المعارض مارك رايس، الذي عارضها أيضًا في الانتخابات التمهيدية في أغسطس عام 2007. واجهت ليبرتاري في الانتخابات العامة في تشرين الثاني 2006 وفازت بأكثر من ثمانية إلى واحد. لم تواجه أي معارضة أساسية في عام 2008 ، على الرغم من أن ليبرتاري رفعت ضدها دعوة في نوفمبر / تشرين الثاني. ثم خاضت الانتخابات من دون معارضة لإعادة انتخابها في عام 2010 وتم انتخابها لفترة ولاية أخيرة في مجلس النواب.
كانت جينيت عضوة نشطة في كنيسة إبيفاني يونايتد للمسيح في سانت لويس، وتقيم في حي بنتون بارك مع شريكتها دوروثي. كانت واحدة من ثلاثة أعضاء مثليين بشكل علني في الجمعية العامة لميسوشي، يعملون جنبا إلى جنب مع السناتور جولي جوستوس- كانساس سيتي (ميزوري) والنائب مايك كولونا (دي سانت لويس). فازت حملاتها بدعم صندوق النصر المثلي.

## وصلات خارجية
- Profile نسخة محفوظة 12 ديسمبر 1998 على موقع واي باك مشين., Missouri Association for Social Welfare official website; accessed November 25, 2014.
- Profile, house.mo.gov/billtracking; accessed November 25, 2014.
- Profile, semissourian.com; accessed November 25, 2014
- Profile, votesmart.org; accessed November 25, 2014.